# آن کاری که می‌کنی!
آن کاری که می‌کنی! (به انگلیسی: That Thing You Do!) فیلمی ۱۰۸ دقیقه‌ای به کارگردانی تام هنکس با بازی تام اورت اسکات است.